# جندب بن ضمرة الليثي
الصحابي جندب بن ضمرة الجندعي الليثي الكناني  هو أحد الصحابة الذين نزل فيهم آيات في القرآن، حيث نزل فيه جزء من الآية: ﴿وَمَنْ يُهَاجِرْ فِي سَبِيلِ اللَّهِ يَجِدْ فِي الْأَرْضِ مُرَاغَمًا كَثِيرًا وَسَعَةً وَمَنْ يَخْرُجْ مِنْ بَيْتِهِ مُهَاجِرًا إِلَى اللَّهِ وَرَسُولِهِ ثُمَّ يُدْرِكْهُ الْمَوْتُ فَقَدْ وَقَعَ أَجْرُهُ عَلَى اللَّهِ وَكَانَ اللَّهُ غَفُورًا رَحِيمًا ۝١٠٠﴾ سورة النساء:100، والذي نصه: ﴿وَمَن يَخْرُجْ مِن بَيْتِهِ مُهَاجِرًا إِلَى اللّهِ وَرَسُولِهِ ثُمَّ يُدْرِكْهُ الْمَوْتُ فَقَدْ وَقَعَ أَجْرُهُ عَلى اللّهِ﴾
وقد اختلف العلماء في اسمه، ففي رواية طاووس بن كيسان عن ابن عباس ورد اسمه جندب بن ضمرة، وروي أيضاً أن اسمه جندع بن ضمرة. وقيل ضمرة بن العيص(1) ، أو  العيص بن ضمرة بن زنباع (2) ، أو ضَمْرَة بن جُنْدَب (3)

## قصته
- روى طاووس بن كيسان عن ابن عباس : «أن رجلاً من بني ليث، اسمه جندب بن ضمرة، كان ذا مال، وكان له أربعة بنين، فقال: اللهم إني أنصر رسولك بنفسي، غير أني أذود عن سواد المشركين إلى دار الهجرة، فأكون عند النبي ، فأكثر سواد المهاجرين والأنصار، فقال لبنيه: احملوني إلى دار الهجرة، فأكون مع النبي، فحملوه، فلما بلغ التنعيم مات، فأنزل الله عز وجل: ﴿وَمَن يَخْرُجْ مِن بَيْتِهِ مُهَاجِرًا إِلَى اللَّهِ وَرَسُولِهِ﴾ الآية.»[5]
- قال أبو عمر : «جندب بن ضمرة الجندعي، لما نزلت: ﴿أَلَمْ تَكُنْ أَرْضُ اللَّهِ وَاسِعَةً فَتُهَاجِرُواْ فِيهَا﴾ فقال: اللهم قد أبلغت في المعذرة والحجة، ولا معذرة ولا حجة، ثم خرج وهو شيخ كبير، فمات في بعض الطريق، فقال بعض أصحاب النبي : مات قبل أن يهاجر فلا ندري أعلى ولاية هو أم لا؟ فنزلت: ﴿وَمَن يَخْرُجْ مِن بَيْتِهِ مُهَاجِرًا إِلَى اللَّهِ وَرَسُولِهِ ثُمَّ يُدْرِكْهُ الْمَوْتُ فَقَدْ وَقَعَ أَجْرُهُ عَلى اللَّهِ﴾ ولم ينقل من الاختلاف شيئاً»أخرجه الثلاثة.
- قال الفِرْيَابِيُّ في تفسيره: «حدّثنا قيس هو ابن الرَّبيع، عن سالم الأفطس، عن سعيد بن جُبير، قال: لما نزلت: ﴿لاَ يَسْتَوِي القَاعِدُونَ مِنَ المُؤمِنينَ غَيْرُ أُولِي الضَّرَرِ﴾سورة النساء:95 ثم ترخص عنها أناس من المساكين ممن بمكَّة حتى نزلت: ﴿إِنَّ الَّذِينَ تَوَفّاهُم المَلاَئِكَةُ ظَالِمِي أَنْفُسِهِمْ﴾سورة النساء:97 فقالوا: هذه مرجفة حتى نزلت: ﴿إِلاَّ المستَضْعَفِينَ مِنَ الرِّجَالِ وَالنِّسَاءِ وَالْولْدَان لاَ يَسْتَطِيعُونَ حِيلةً وَلاَ يَهْتَدُونَ سَبيلًا﴾ سورة النساء:98، فقال ضمرة بن العيص أَحد بني ليث، وكان مصاب البصر وكان مُوسرًا: لئن كان ذهاب بَصَرِي إني لأستطيع الحيلة، لي مال ورقيق، احملوني، فحمل ودبّ وهو مريض فأدركه الموت، وهو عند التنعيم، فدُفن عند مسجد التنعيم فنزلت فيه خالصة: ﴿وَمَنْ يَخْرُجْ مِنْ بَيْتِهِ مُهَاجِرًا إِلَى اللهِ وَرَسُولِهِ﴾ سورة النساء:100»

## هوامش
1. عن يزيد بن أبي حكيم عن الحكم بن أبان، قال: سمعت عكرمة يقول: اسم الرجل الذي خرج من بيته مُهاجرًا إلى رسول اللَّهِ ضمرة بن العيص. قال عكرمة: طلبت اسمه أربع عشرة سنة حتى وقفْتُ عليه. 

2. يقال: بل هو العيص بن ضمرة بن زنباع. هذا قول سعيد بن جبير  

3. رواه أَشعث بن سَوَّار، عن عكرمة، عن ابن عباس .